# Mélanie Chappuis
Mélanie Chappuis, née le 13 janvier 1976 à Bonn, est une romancière, dramaturge, chroniqueuse et journaliste suisse romande.

## Biographie

### Origines et famille
Mélanie Chappuis naît le 13 janvier 1976 à Bonn, en Allemagne de l'Ouest. Son père est un diplomate lausannois ; sa mère, veveysanne. Elle a un frère cadet.
Elle est mère de deux enfants d'un premier mariage avec le journaliste et ancien conseiller national libéral-radical Fathi Derder. Elle a été[réf. souhaitée] mariée au dessinateur Philippe Chappuis, alias Zep.

### Enfance, formation et parcours professionnel
Mélanie Chappuis passe son enfance dans différents pays, au fil des affectations de son père diplomate. Après Bonn, en Allemagne de l'Ouest, elle vit à Berne, au Guatemala, au Nigeria (à Lagos), en Argentine (à Buenos Aires, de 9 à 14 ans) et à New-York. Elle vit définitivement en Suisse depuis août 2000.
Titulaire d’une licence en histoire contemporaine[réf. nécessaire] obtenue à l’Université de Genève puis d’un DEA de l’Institut d’études européennes, elle travaille comme journaliste puis chroniqueuse à la Radio Suisse romande de 2004 à 2012[réf. nécessaire], et pour le quotidien Le Temps jusqu’en 2014.[réf. nécessaire] Elle signe dans ce quotidien la série « Dans la tête de », où elle se met à la place de personnalités. Ses chroniques sont publiées dans un recueil en 2013. Elle est par la suite chroniqueuse dans plusieurs émissions radiophoniques de la RTS (Question Q, Le grand soir, Les Dicodeurs)[réf. nécessaire]. 
Elle réside à Genève[Depuis quand ?].

### Parcours littéraire
En 2008, Mélanie Chappuis publie son premier roman, Frida, chez Bernard Campiche éditeur. En 2012, elle remporte le Prix culturel vaudois. Entre accents autobiographiques et pure fiction, sensualité et militantisme, c’est l’amour — ses grandeurs et ses décadences — qu’elle place au cœur de ses écrits. De l’amour maternel dans Maculée Conception (2013) à la sororité chez Ô vous, sœurs humaines (2017) en passant par la complexité des sentiments hommes/femmes dans Des baisers froids comme la lune (2010) ou L’empreinte amoureuse (2015), cette « chirurgienne du sentiment amoureux » se plaît à disséquer l’âme humaine. La plume de l’écrivaine et le scalpel de la journaliste croisent souvent le fer pour dire les violences de notre époque, de notre monde : violences faites aux femmes, dépendances en tous genres comme le raconte l’auteure elle-même dans un questionnaire de Proust.
Ô vous, sœurs humaines, portraits de femmes multiples d’hier et d’aujourd’hui — avec un titre en hommage à l’écrivain suisse Albert Cohen que Mélanie Chappuis cite souvent comme figure tutélaire — est finaliste du prix franco-suisse Lettres frontière en 2018. La critique y salue sa « plume puissante et sensible pour décrire l’intime » dans un état des lieux original des rapports entre les femmes. De son enfance, elle garde l’angoisse du déracinement qu’elle explore notamment dans La Pythie (2018), son septième roman qui nous emporte de Genève au Chili en compagnie d’une héroïne dotée d’un tragique pouvoir : la capacité de connaître, grâce à des visions pendant l’orgasme, comment vont mourir ses amants. Un roman à la fois documenté et chamanique, finaliste du prix des lecteurs de la ville de Lausanne en 2020.
Son goût pour le verbe incarné conduit Mélanie Chappuis à de nombreuses incursions dans les arts vivants, qu’il s’agisse de lectures publiques ou par écrans interposés, ou de performances en collaboration avec des artistes comme le danseur et chorégraphe Foofwa d’Imobilité, la violoncelliste Céline Chappuis ou le chanteur compositeur Jérémie Kisling.
Le succès public et critique de son texte Femmes amoureuses — monté en 2017 et joué à guichet fermé à sa création à Genève— lui vaut d’être édité en 2020, en complément de son texte ExilS, aux éditions BSN Press qui publient également sa deuxième pièce de théâtre, Après la vague (2020), jouée au Théâtre 2.21 à Lausanne.
En mars 2021, Mélanie Chappuis sort son huitième roman, Suzanne, désespérément, aux éditions BSN press.

## Publications

### Romans et récits
- 2008 : Frida, Bernard Campiche éditeur
- 2010 : Des baisers froids comme la lune, Bernard Campiche éditeur
- 2013 : Maculée conception, éditions Luce Wilquin[13]
- 2015 : L'empreinte amoureuse, Éditions L'âge d'homme
- 2016 : Un thé avec mes chères fantômes, édition Encre fraîche
- 2017 : Ô vous, sœurs humaines, éditions Slatkine[14]
- 2018 : La Pythie, éditions Slatkine[15]

### Nouvelles et chroniques
- 2012 : Du cœur à l'ouvrage, collectif sous la direction de Louise Anne Bouchard, éditions de l'Aire
- 2013 : Le dos de la cuiller, collectif sous la direction de Louise Anne Bouchard, éditions Paulette
- 2013 : Dans la tête de... Chroniques, éditions Luce Wilquin
- 2020 : Léa, roman-feuilleton collectif, chapitre Vertiges, éditions Okama

### Pièces de théâtre
- 2020 : Exils, suivis de Femmes amoureuses, éditions BSN Press
- 2020 : Après la vague, éditions BSN Press

## Prix
- 2012 : Prix de la relève du canton de Vaud[1]